# Abraham Isaac Kook
Abraham Isaac Kook (noto in ebraico come הרב אברהם יצחק הכהן קוק - HaRav Avraham Yitzchak HaCohen Kook, e con l'acronimo הראיה (HaRaAYaH), che in italiano significa Rabbino; Daugavpils, 1865 – Gerusalemme, 1935) è stato un rabbino e filosofo russo, ebreo aschenazita, fondatore della Yeshiva Sionista religiosa Merkaz HaRav, Rabbino Capo durante il Mandato britannico della Palestina, intellettuale halakhista, cabalista e rinomato studioso della Torah.
È stato uno dei rabbini più famosi e influenti del XX secolo.
Kook è stato anche molto influente nell'ambito del vegetarianismo ebraico. Egli non mangiava infatti carne se non durante le festività ebraiche e parti dei suoi scritti riguardo al rapporto fra vegetarianismo e legge ebraica, raccolti dal suo discepolo Rabbi David Cohen, sono stati pubblicati sotto con il nome di "A Vision of Vegetarianism and Peace".

## Risorse

### Opere

#### Orot ("Luci")
- Orot – trad. Bezalel Naor, Jason Aronson 1993. ISBN 1-56821-017-5 (EN)
- Orot HaTeshuvah – trad. Ben-Zion Metzger, Bloch Pub. Co., 1968. ASIN B0006DXU94 (EN)
- Orot HaEmuna
- Orot HaKodesh I, II, III
- Orot HaTorah

#### Pensiero ebraico
- Ain Aiyah – Commentario dello Ein Yaakov, sezione aggadica del Talmud.
- Reish Millin – discussione sull'alfabeto (HE) , con grammatica e punteggiature
- Ma'amarei HaR'Iyah I, II – saggi e lezioni
- Midbar Shur – lezioni all'estero
- Chavosh Pe'er – sui tefillin
- Eder HaYakar e Ikvei HaTzon

#### Halakhah
- Be'er Eliyahu – su Hilchos Dayanim
- Orach Mishpat – Shu"t su Orach Chayim
- Ezrat Cohen – Shu"t su Even HaEzer
- Zivchei R'Iyah- Shu"t e Chidushim su Zvachim e Avodat Beit HaBchira

#### Inediti e altro
- Shmoneh Kvatzim – volume 2 oripublicato come Arpilei Tohar[2]
- Olat Raiyah – Commentario sul Siddur
- Igrot HaRaiyah – Epistolario di Rav Kook

### Traduzioni e commentari
- (traduzione), Abraham Isaac Kook: The Lights of Penitence, The Moral Principles, Lights of Holiness, Essays, Letters, and Poems, Ben Zion Bokser, Paulist Press 1978. ISBN 0-8091-2159-X [Include trad. complete in inglese di Orot ha-Teshuva ("Le Luci della Penitenza"), Musar Avicha ("I Principi Morali"), come anche traduzioni antologiche di Orot ha-Kodesh ("Le Luci della Santità") e vari saggi, lettere, e poesie.]
- David Samson, Tzvi Fishman, Lights Of Orot, Jerusalem, Torat Eretz Yisrael Publications, 1996, ISBN 965-90114-0-7.
- David Samson, Tzvi Fishman, War and Peace, Jerusalem, Torat Eretz Yisrael Publications, 1997, ISBN 965-90114-2-3.
- David Samson, Tzvi Fishman, The Art of T'Shuva, Jerusalem, Beit Orot Publications, 1999, ISBN 965-90114-3-1. Online edition.
- (translation), The Essential Writings of Abraham Isaac Kook, Ben Yehuda Press 2006 (reprint). ISBN 0-9769862-3-X
- Rabbi Chanan Morrison, Gold from the Land of Israel: A New Light on the Weekly Torah Portion From the Writings of Rabbi Abraham Isaac HaKohen Kook, Urim Publications 2006. ISBN 965-7108-92-6
- Rabbi Chanan Morrison, Silver from the Land of Israel: A New Light on the Sabbath and Holidays From the Writings of Rabbi Abraham Isaac HaKohen Kook, Urim Publications 2010. ISBN 965-524-042-8
- Rabbi Gideon Weitzman "Sparks of Light: Essays on the Weekly Torah Portions Based on the Philosophy of Rav Kook" Jason Aronson ISBN 0-7657-6080-0 ISBN 978-0-7657-6080-7
- Rabbi Gideon Weitzman "Light of Redemption: A Passover Haggadah Based on the Writings of Rav Kook" Urim Publications ISBN 978-965-7108-71-0

Esiste anche un progetto musicale che presenta le poesie di Rav Kook con accompagnamento musicale.
HA'OROT-THE LIGHTS OF RAV KOOK di Greg Wall con Rabbi Itzchak Marmorstein – messo in commercio dalla Tzadik Records, aprile 2009 Myspace; Haorot.org; Youtube.com

### Analisi
- The Philosophy of Rabbi Kook, Zvi Yaron, Eliner Library, 1992.
- Essays on the Thought and Philosophy of Rabbi Kook, ed. Ezra Gellman, Fairleigh Dickinson University Press, 1991. ISBN 0-8386-3452-4
- The World of Rav Kook's Thought, Shalom Carmi, Avi-Chai Publishers, 1991. ISBN 0-9623723-2-3
- Rav Avraham Itzhak HaCohen Kook: Between Rationalism and Mysticism, Benjamin Ish-Shalom, trad. Ora Wiskind Elper, SUNY Press, 1993. ISBN 0-7914-1369-1
- Religious Zionism of Rav Kook Pinchas Polonsky, Machanaim, 2009, ISBN 978-965-91446-0-0

### Biografie
- Simcha Raz, Angel Among Men: Impressions from the Life of Rav Avraham Yitzchak Hakohen Kook Zt""L, trad. (EN)  (dall'ebraico) Moshe D. Lichtman, Urim Publications 2003. ISBN 965-7108-53-5 ISBN 978-965-7108-53-6
- Yehudah Mirsky, An Intellectual and Spiritual Biography of Rabbi Avraham Yitzhaq Ha-Cohen Kook from 1865 to 1904 - Tesi di Ph.D., Harvard University, 2007.